# Chelonogastra natalensis
Chelonogastra natalensis är en stekelart som beskrevs av Charles Thomas Brues 1926. Chelonogastra natalensis ingår i släktet Chelonogastra och familjen bracksteklar. Inga underarter finns listade i Catalogue of Life.